# DICTATORS CIRCUS -奇術的旋律-
『DICTATORS CIRCUS -奇術的旋律-』（ディクティターズ・サーカス -きじゅつてきせんりつ-）は、日本のバンドPIERROTのメジャーデビュー後5枚目に発売されたアルバム。PIERROT初のベストアルバム。2003年12月17日発売。発売元はユニバーサルミュージック。

## 概要
帯に「全曲最新録音!究極のINDIESベスト!!」と記載されているように、インディーズ時代のCD(『パンドラの匣』、『CELLULOID』、「Screen」)から、メジャーデビュー後もライブで演奏される曲をピックアップして再録音したアルバム。その構成もライブのセットリストを意識して作られている。
このアルバムのタイトルに用いられている“DICTATORS CIRCUS”とはPIERROTが不定期的に行っている大規模なライブのことである。また、サブタイトルの「奇術的旋律」とは、初期に用いていたバンドのキャッチコピーである。
3曲目に収録の「脳内モルヒネ」はシングルカットもされた。
初回限定版のみ「復刻オリジナル・ロゴ・ステッカー」と「レコーディング・ドキュメンタリーDVD（レコーディング風景などが収録された特典DVD）」が付くほか、ボーナストラックとして、当時はインディーズ時代に参加したオムニバスアルバムにしか収録されていなかった為、幻の曲とされていた「「トウメイ」故、「人間」也。」が収録されている。
キャッチコピーは「全てはここから始まった・・・日本のロックシーンに君臨するネオグロテスク、Pierrotの歴史を語る上で欠かせない初期の名曲群に新たな血が注ぎ込まれ、今ここに蘇る・・・」。

## 収録曲
全作詞：キリト
太字はシングル曲
1. 自殺の理由
  - 作曲：キリト

原曲は『パンドラの匣』より。
2. Adolf
  - 作曲：アイジ

原曲は『CELLULOID』より。
3. 脳内モルヒネ
  - 作曲：アイジ

原曲は『CELLULOID』より。
4. screen1 トリカゴ
  - 作曲：Pierrot

原曲は「Screen」より。
5. ドラキュラ
  - 作曲：キリト

原曲は『パンドラの匣』より。
6. 鬼と桜
  - 作曲：キリト

原曲は『CELLULOID』より。
7. 青い空の下・・・
  - 作曲：キリト

原曲は『パンドラの匣』より。
8. SEPIA
  - 作曲：アイジ

原曲は『パンドラの匣』より。
9. 満月に照らされた最後の言葉
  - 作曲：アイジ・潤

原曲は『パンドラの匣』より。
10. HUMAN GATE
  - 作曲：アイジ

原曲は『CELLULOID』より。
11. 「トウメイ」故、「人間」也。
  - 作曲：アイジ

初回限定版のみ